# Seznam filmov Touchstone Pictures
Seznam filmov v produkciji in/ali distribuciji ameriškega studia Touchstone Pictures začetku leta 1984.

## Filmografija
- Štrbunk (1984), angleško Splash
- Trije moški in dojenček (1987)
- Koktajl (1988)
- Trije ubežniki (1989)
- Turner in Hooch (1989)
- Blaze (1989), angleško Blaze
- Čedno dekle (1990)
- Dick Tracy (1990)
- Oskar (1991)
- The Rocketeer (1991), mednarodni distributer, ki ga proizvaja Walt Disney Pictures
- Mož iz renesanse (1994), koprodukcija z Cinergi Pictures
- Umri pokončno 3 (1995), angleško Die Hard with a Vengeance, mednarodni distributer, ki ga proizvaja 20th Century Fox in Cinergi Pictures
- Nevestin oče 2 (1995)
- Šesti mož (1997), angleško Šesti mož
- Armagedon (1998), skupaj z Jerry Bruckheimer Films
- Državni sovražnik (1998), skupaj z Jerry Bruckheimer Films
- Trinajsti bojevnik (1999)
- Šanghaj opoldne (2000), koprodukcija z Spyglass Entertainment
- Dobre mrhe (2000), skupaj z Jerry Bruckheimer Films
- Pearl Harbor (2001), skupaj z Jerry Bruckheimer Films
- Melanie se poroči (2002)